# O'Brian White
O'Brian White (Ocho Rios, 14 dicembre 1985) è un ex calciatore giamaicano, di ruolo attaccante.

## Palmarès

### Club
- Canadian Championship: 1

Toronto: 2010
- Lamar Hunt U.S. Open Cup: 1

Seattle Sounders FC: 2011

### Individuale
- Hermann Trophy: 1

2007
- Giocatore dell'anno Soccer America: 1

2007